# Nayib Lagouireh
Nayib Lagouireh (Heusden, 6 juni 1991) is een voormalig Belgisch profvoetballer die als flankaanvaller en aanvallende middenvelder speelde.
Lagouireh speelde als contractspeler voor Feyenoord, SBV Excelsior, FC Eindhoven, Roda JC en op huurbasis voor Fortuna Sittard. Terwijl hij als contractspeler van Feyenoord werd uitgeleend aan stadsgenoot SBV Excelsior maakte Lagouireh op 7 augustus 2010 zijn professionele debuut in de Nederlandse Eredivisie tegen De Graafschap. Ondertussen maakte hij dat jaar ook zijn eerste opwachting voor België U21 in een vriendschappelijk duel tegen Schotland U21.  
In de zomer van 2012 verruilde hij Rotterdam in voor FC Eindhoven in de Jupiler League, waarna op 17 juni 2014 bekend werd dat hij FC Eindhoven verruilt voor het uit de Eredivisie gedegradeerde Roda JC Kerkrade. In 2016 speelde hij op huurbasis voor Fortuna Sittard voordat zijn contract in de zomer afliep. In het seizoen 2016/17 probeerde hij tevergeefs zijn loopbaan te vervolgen in Marokko bij Hassania Agadir, maar dit werd naar eigen zeggen geen succes door het niet nakomen van gemaakte afspraken. Medio 2017 nam hij het besluit om te stoppen als fulltime profvoetballer en sloot hij aan bij Sporting Hasselt om dit te combineren met een eigen bedrijf in de personal training sector genaamd 'The Ranch'.

## Statistieken[1]
| Seizoen         | Club                   | Wedstrijden | Goals | Competitie     |
| --------------- | ---------------------- | ----------- | ----- | -------------- |
| 2010/11         | SBV Excelsior          | 30          | 2     | Eredivisie     |
| 2011/12         | SBV Excelsior          | 6           | 0     | Eredivisie     |
| 2012/13         | FC Eindhoven           | 14          | 1     | Eerste Divisie |
| 2013/14         | FC Eindhoven           | 33          | 10    | Eerste Divisie |
| 2014/15         | Roda JC                | 20          | 2     | Eerste Divisie |
| 2015/16         | Roda JC                | 0           | 0     | Eredivisie     |
| 2015/16         | Fortuna Sittard (huur) | 10          | 0     | Eerste Divisie |
| Carrière totaal | Carrière totaal        | 113         | 15    |                |